# Eugène Corbin (homme politique)
Pour les articles homonymes, voir Corbin.
Eugène Corbin (1801-1875), né à Bourges, est un magistrat et homme politique français.

## Biographie
Il est procureur général à Bourges (1849-1852) et premier président de la Cour d'appel de Bourges (1852-1870). Il est Ministre de la Justice de la Deuxième République du 26 octobre 1851 au 1er novembre 1851 dans le Gouvernement Louis-Napoléon Bonaparte.
Il est promu Commandeur de la Légion d'honneur le 13 février 1952.